# لينزينغ
لينزينغ، بلدة سوق في مقاطعة النمسا العليا في قضاء فوكلابروك، يبلغ عدد سكانها 5245 نسمة (بتعداد 1يناير 2022).

## الجغرافية
تقع لينزينغ على ارتفاع 485 متراً فوق سطح البحر على نهر آغر [الألمانية] الذي يخرج من بحيرة أتيرسي، وتمتد البلدة 4.1 كيلومتر من الشمال إلى الجنوب و 4.2 من الغرب إلى الشرق، وتبلغ مساحتها8.89 كيلومتراً مربعاً، 13% منها غابات، و51% مخصصة للزراعة.

### المحليات
تتكون منطقة البلدية من محليات متفرقة هي لينزينغ القديمة (بالألمانية: Alt Lenzing)‏، وهايد (بالألمانية: Haid)‏، وكرايمز (بالألمانية: Kraims)‏، ولينزينغ، ونويهاوزن (بالألمانية: Neuhausen)‏، وأوبر آخمان (بالألمانية: Oberachmann)‏، وبيخلفانغ (بالألمانية: Pilchelwang)‏، وراوداشلموله (بالألمانية: Raudaschlmühle)‏، ورايبرزدورف (بالألمانية: Reibersdorf)‏، وتال (بالألمانية: Thal)‏، وأولريخسبرغ (بالألمانية: Ulrichsberg)‏، وأونتر آخمان (بالألمانية: Unterachmann)‏.

## التاريخ
بدأ أول استيطان بشري معروف في المنطقة المحيطة ببحيرة أتيرسي قبل 6000 عام على يد ما يعرف بثقافة موندسي (بالألمانية: Mondsee)‏، وتشهد عليه الاكتشافات التي حصلت في بورغشتال في قرية أونتر آخمان القريبة من لينزينغ. كما توجد في الجوار اكتشافات من االعصر البرونزي، حيث عثر على ملف ذراع في قرية بيخلفانغ، ودبابيس وإبر في قرية بيتينغهوفن، وفأس في قرية رايبرزدورف، كما عثر على بقايا مبانٍ وعملات معدنية في في الأرض التي أقيمت عليها شركة لينزينغ (بالألمانية: Lenzing AG)‏، كما عثر في محلة غالابيرغ المجاورة على جرار فخارية تعود إلى العصر الروماني.
كانت منطقة لينزينغ تقع في الأصل في الجزء الشرقي من دوقية بافاريا، وأصبحت منذ القرن الثاني عشر تابعة لدوقية النمسا.
تعود أول إشارة موثّقة إلى المنطقة إلى العام 773، وتذكر محلة بيخلفانغ القريبة. وفي عام 1350 تظهر «أرنبروك» في سجل دير ميخائيلبويرن العقاري، وفي عام 1371 ذكرت لأول مرة قرية بيتيغوفن في سجل منطقة سيادة شاونبيرج العقاري، أما لينزينغ، فذكرت لأول مرة في وثيقة في عام 1389.
أسست بلدية لينزينغ في عام 1848، وفي عام 1851 أنشئ حي أوبر آخمان الذي سكنته 701 نسمة، وفي عام 1891 الصناعي إيميل هامبورغر مصنعاً للورق يعد اليوم النواة التي قامت عليها لاحقا شركة لينزينغ المنتجة للألياف السليولوزية. 
بعد قيام الجمهورية النمساوية عام 1918 أصبحت المنطقة تابعة لمقاطعة النمسا العليا الفيدرالية التي أسست آنذاك.
بعد ضم النمسا إلى الرايخ الألماني عام 1938 أُسس معمل لينزينغ للألياف (بالألمانية: Zellwolle Lenzing AG)‏، وفي عام 1939 أسست البلدة كما هي معروفة اليوم بتوسيع الحي الأصلي في أوبر آخمان بضم أراض من المجتمعات المجاورة إليه، وفي الأول يناير 1940 غيّر اسم البلدة إلى آغرتسيلّ (بالألمانية: Agerzell)‏ نسبة إلى نهر الآغر القريب.
في نوفمبر 1944 أنشئت في منطقة بيتينغهوفن التابعة للينزينغ مقارّ خارجية لمعسكر اعتقال ماوتهاوزن، وجلب إلى المكان حوالي الـ 565 سجيناً، معظمهم من النساء، حيث استخدموا في العمل القسري في معمل الألياف خاصةً، إلى أن حرروا على يد الجيش الأمريكي في أوائل مايو 1945.

### تطور عدد السكان

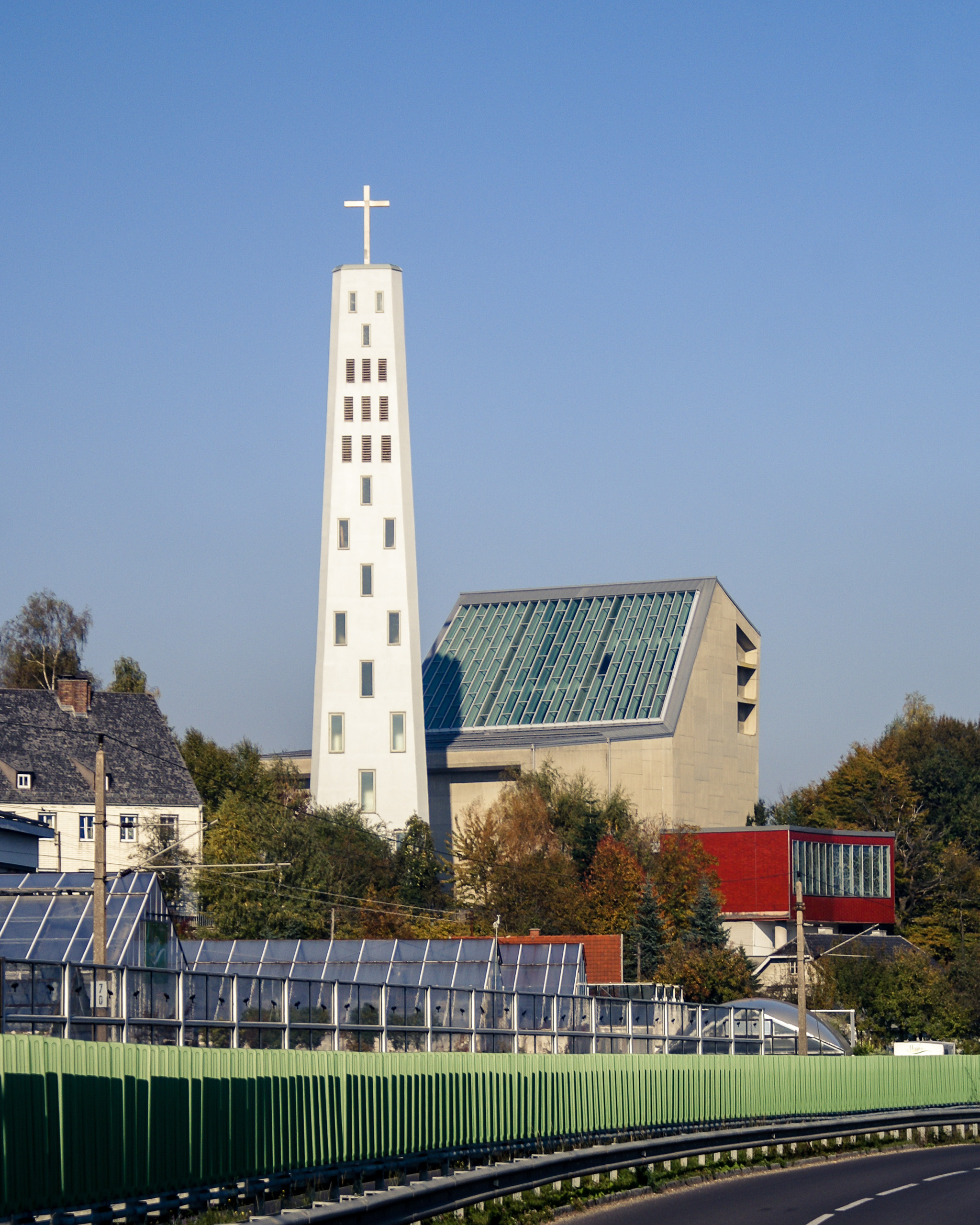
كنيسة أبرشية لينزينغ

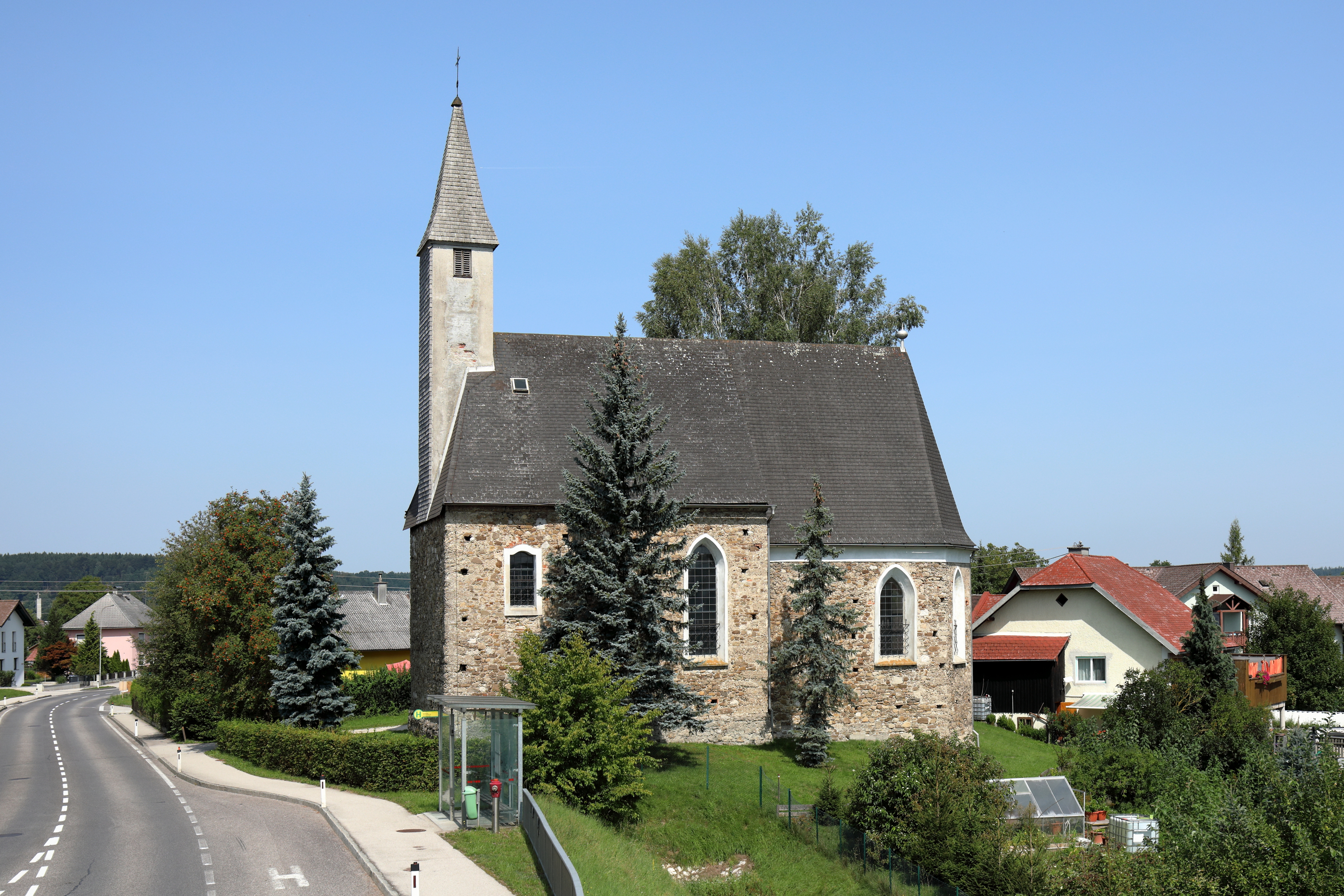
كنيسة شيميل في بيخلفانغ

## الاقتصاد والبنية التحتية

### القطاعات الاقتصادية
تشير أرقام العام 2010 إلى وجود 33 مزرعة تشغل ثلثي المساحة، ويعمل فيها 16 مزارعاً بدوام كامل.
القطاع الأكبر هو قطاع التصنيع الذي يشغل 3503 مستخدماً، أما القطاعات الأخرى فهي قطاع الخدمات الاجتماعية والعامة (575)، والتجارة (182)، والنقل (94) والفندقة والمطاعم (91 موظفًا).
| القطاع الاقتصادي | عدد المنشآت | عدد المنشآت | عدد العاملين | عدد العاملين |
| القطاع الاقتصادي | 2011        | 2001        | 2011         | 2001         |
| ---------------- | ----------- | ----------- | ------------ | ------------ |
| الزراعة والغابات | 33          | 43          | 50           | 43           |
| الإنتاج الصناعي  | 38          | 34          | 3581         | 3747         |
| الخدمات          | 198         | 150         | 1114         | 1171         |

### الشركات المقيمة

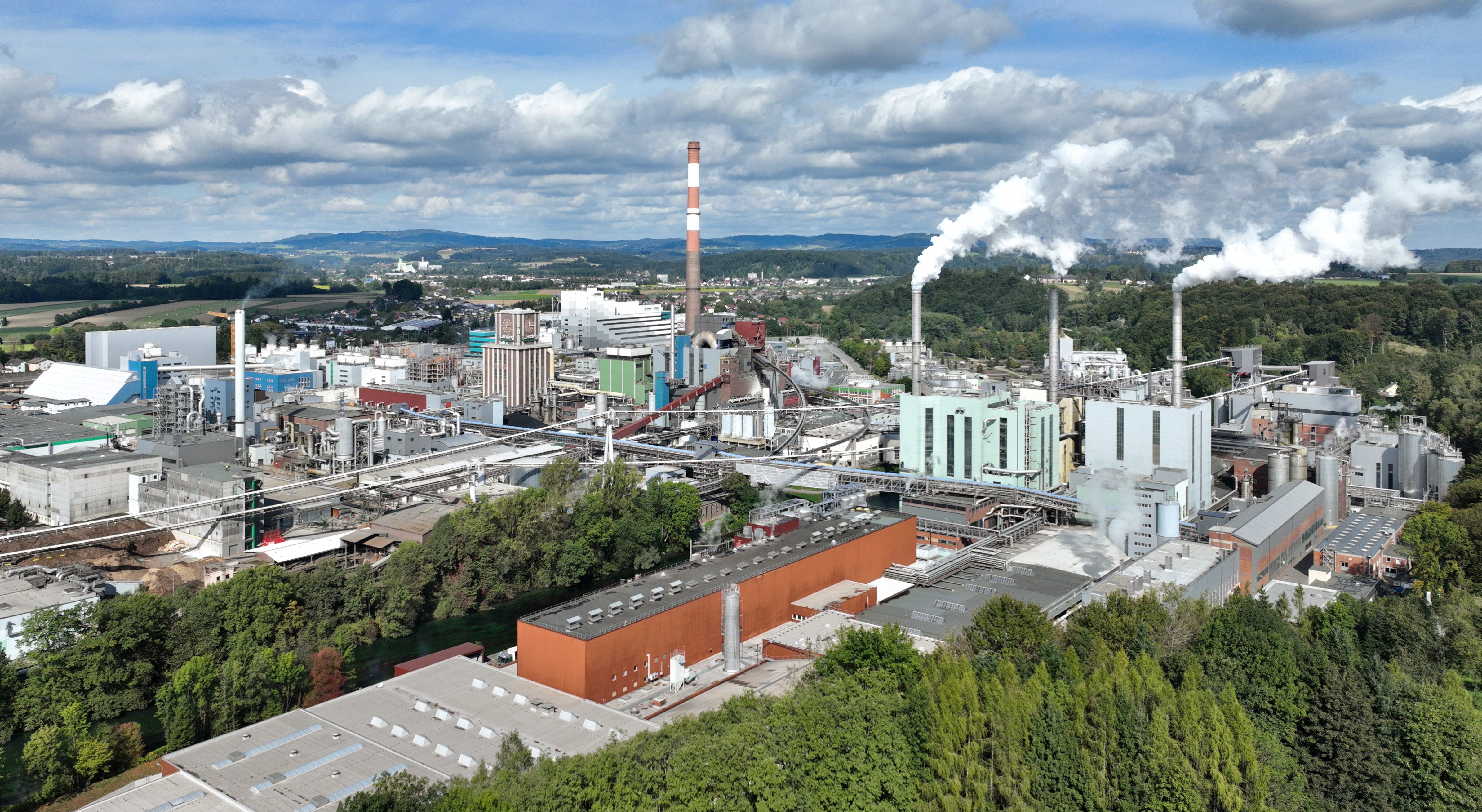
مرافق إنتاج شركة لينزينغ

المشغّل الأكبر في المنطة هي شركة لينزينغ (بالألمانية: Lenzing AG)‏، وفيها أكبر مصنع متكامل لإنتاج لب الخشب وألياف الرايون في العالم، بطاقة إنتاجية سنوية تبلغ 225000 طن من لب الخشب 225000، وحوالي 300000 طن من ألياف الفسكوز والمودال والليوسل، كما يوجد في المنطقة عدد من الشركات المتوسطة والصغيرة الأخرى.

### وسائل النقل
السكة الحديدية
تمر بالبلدة سكة حديدية مكهربة أحاديةالمسار تربط بلدة فوكلابروك بقرية شورفلينغ عند بحيرة أترسي، حيث تتوقف القطارات في محطتين عند شركة لينزينغ وبالقرب من مركز البلدة، بواقع قطار كل ساعة في الأوقات العادية.

### الطرق الرئيسية
- يمر بالبلدة شارع أترسي الرئيسي القادم من فوكلابروك.
- توجد إلى الجنوب من البلدة مخارج شورفلينغ وسيفالخن التي تؤدي إلى الطريق السريع النمساوي الغربي (بالألمانية: Westautobahn)‏.

## السياسة
للبلدة مجلس بلدي يضم31 عضوا، توزعت بعد الانتخابات المحلية التي أجريت عام 2021 بواقع 14 مقعدا للحزب الديمقراطي الاجتماعي SPÖ، و7 مقاعد لحزب الحرية FPÖ، و5 لحزب الشعب النمساوي ÖVP.

## شعار البلدة
اعتمد شعار البلدة في عام 1967 بعد مسابقة تصميم، وفيه شجرة ودورق كيميائي يرمزان إلى صناعة الأخشاب والورق واللب والألياف التي بني عليها المكان، وشريط متموج يرمز إلى نهر الآغر أنشئت على ضفتيه المصانع.